# Kluane / Wrangell – St. Elias / Glacier Bay / Tatshenshini-Alsek
Kluane / Wrangell–St. Elias / Glacier Bay / Tatshenshini-Alsek je međunarodni sustav parkova koji se nalazi u Kanadi i Sjedinjenim Američkim Državama, na granici Yukona, Aljaske i Britanske Kolumbije.
Proglašena je UNESCO-vom svjetskom baštinom 1994. godine zbog spektakularnih pejzaža ledenjaka i ledenih polja, kao i zbog važnosti staništa grizlija, karibua i ovaca Dall. Ukupna površina lokaliteta je 98.391,21 km².
Tu se nalazi najveće nepolarno ledeno polje na svijetu.

## Sustav parkova
Međunarodni sustav obuhvaća parkove smještene u dvije zemlje i tri administrativne regije:
- Nacionalni park i rezervat Kluane (Kanada)
- Wrangell–Sv. Nacionalni park i rezervat Elias (SAD)
- Nacionalni park i rezervat Glacier Bay (SAD)
- Provincijski park Tatshenshini-Alsek (pokrajinski park, Britanska Kolumbija, Kanada)